# Kokerei Prosper

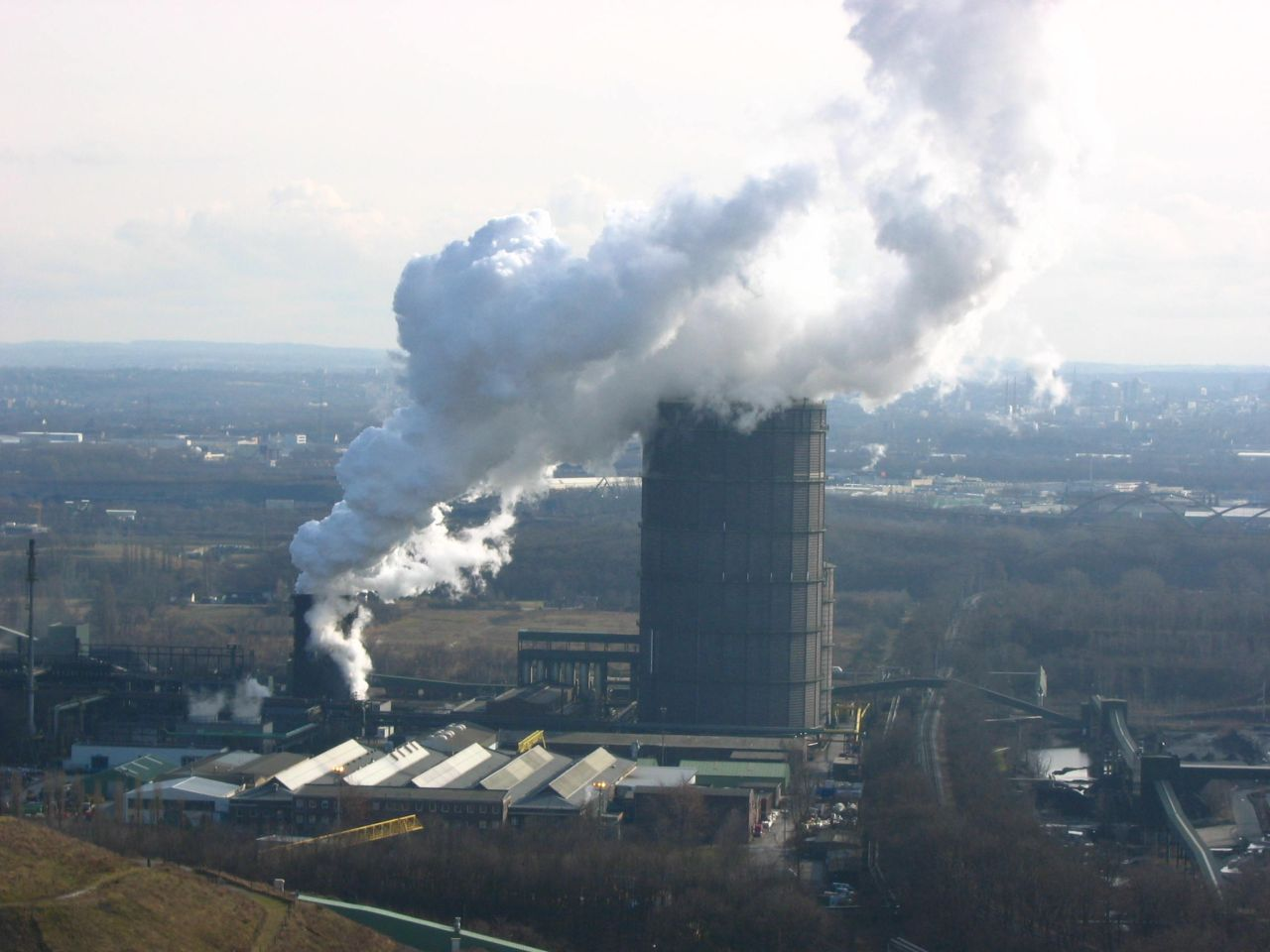
Die Kokerei vom Tetraeder aus gesehen

Die Kokerei Prosper ist eine Kokerei mit Standort Bottrop. Sie ist eine der drei in Betrieb befindlichen Kokereien im Ruhrgebiet. Die Kokerei Prosper ist die letzte Kokerei, die von der Nachfolgegesellschaft der Ruhrkohle AG – der RAG Deutsche Steinkohle AG – betrieben wurde. Bei der Gründung erhielt sie als Namen den Vornamen des Herzogs Prosper Ludwig von Arenberg. Sie wurde am 1. Juni 2011 vom Stahlkonzern ArcelorMittal übernommen.

## Geschichte
1928 wurde eine als Zentralkokerei konzipierte Anlage mit zunächst vier Batterien zu 45 Öfen in Bottrop in der Nähe der Zeche Prosper II in Betrieb genommen, um die vielen kleineren Kokereien zu ersetzen und insgesamt wirtschaftlicher arbeiten zu können. In den 1930er Jahren lieferte die Anlage, nach einer Erweiterung um drei Batterien, etwa 5.000 t Koks pro Tag.
Die Kokerei wurde im Zweiten Weltkrieg bei Luftangriffen auf das Ruhrgebiet am 30. November 1944 stark beschädigt.
Zwischen 1982 und 1989 wurden die Koksbatterien komplett durch moderne Technik ersetzt. Heute besteht die Anlage aus drei Batterien mit insgesamt 146 Kokskammern. Die Tagesleistung beträgt 5.500 t Koks. Die „weiße Seite“ wurde 1982 durch eine Gasentschwefelung und 1998 durch eine Entbenzolungsanlage auf dem Stand der Zeit gehalten. Die Kokerei hat eine Belegschaft von 480 Mitarbeitern.
Von den Zechen und Bergbaugesellschaften wurden bis in die 1960er Jahre ca. 30 Kokereien im Ruhrgebiet betrieben.

## Bilder vom Betriebsablauf

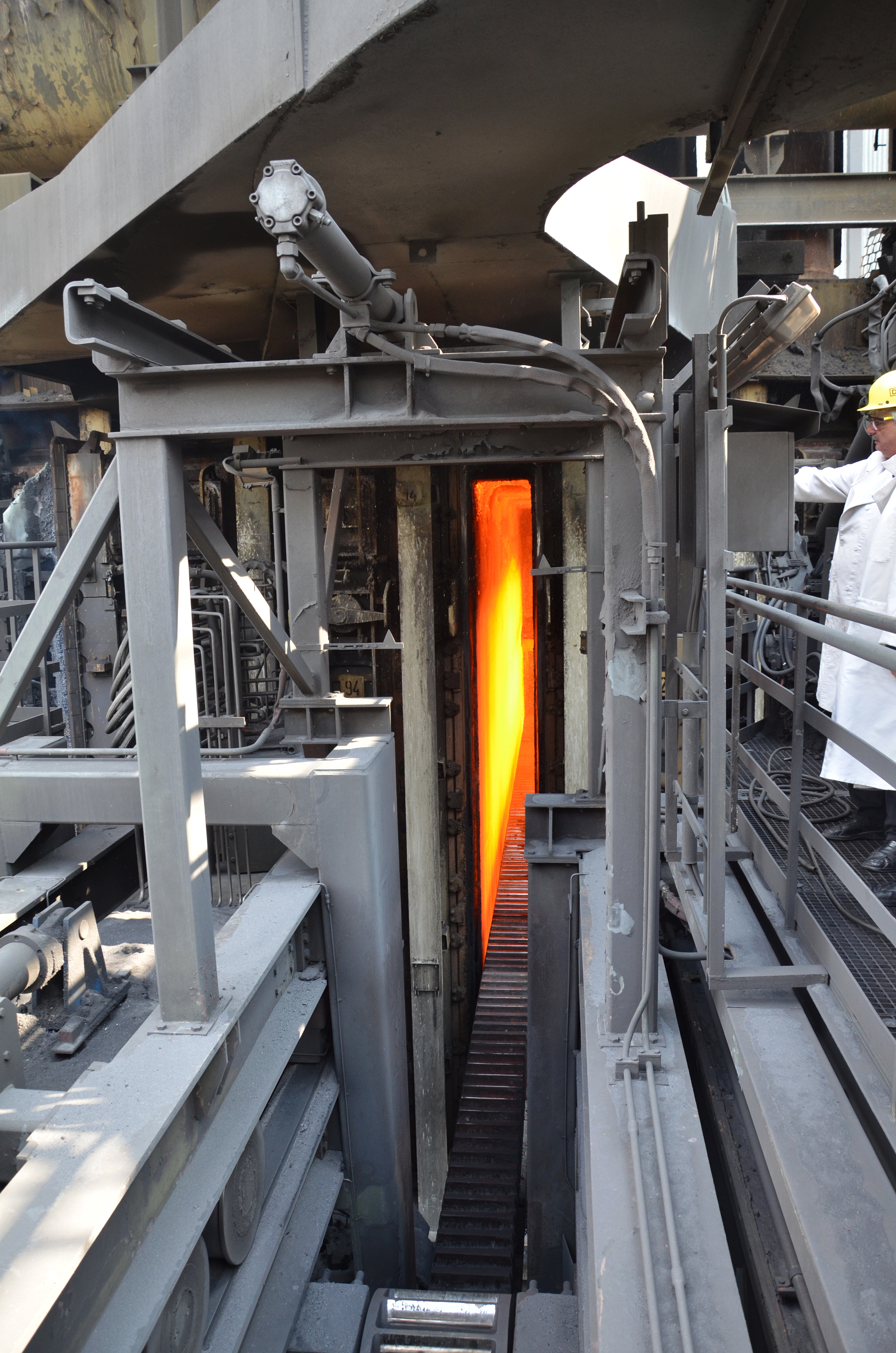
geöffneter Ofen
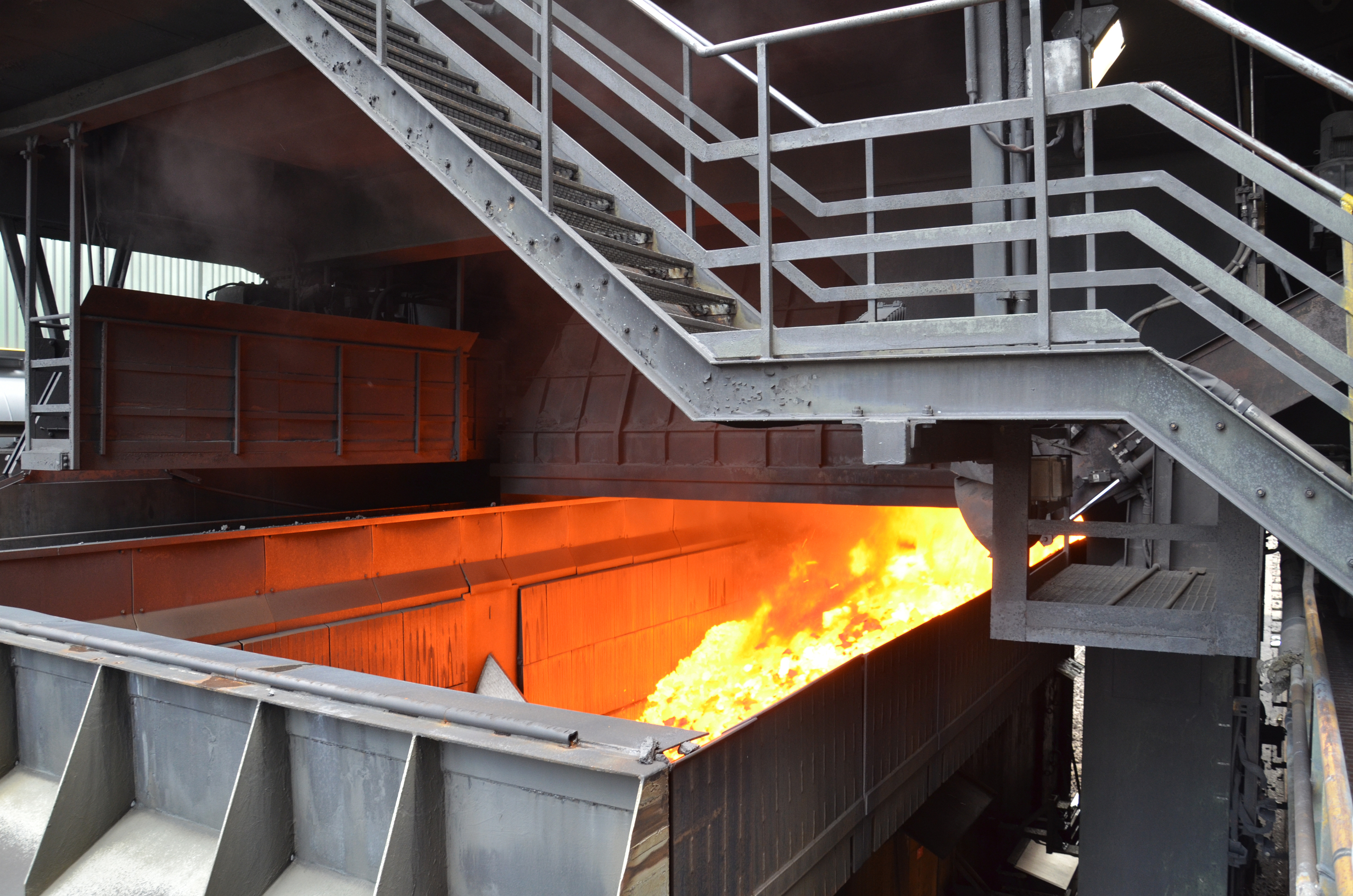
Befüllung des Waggons …
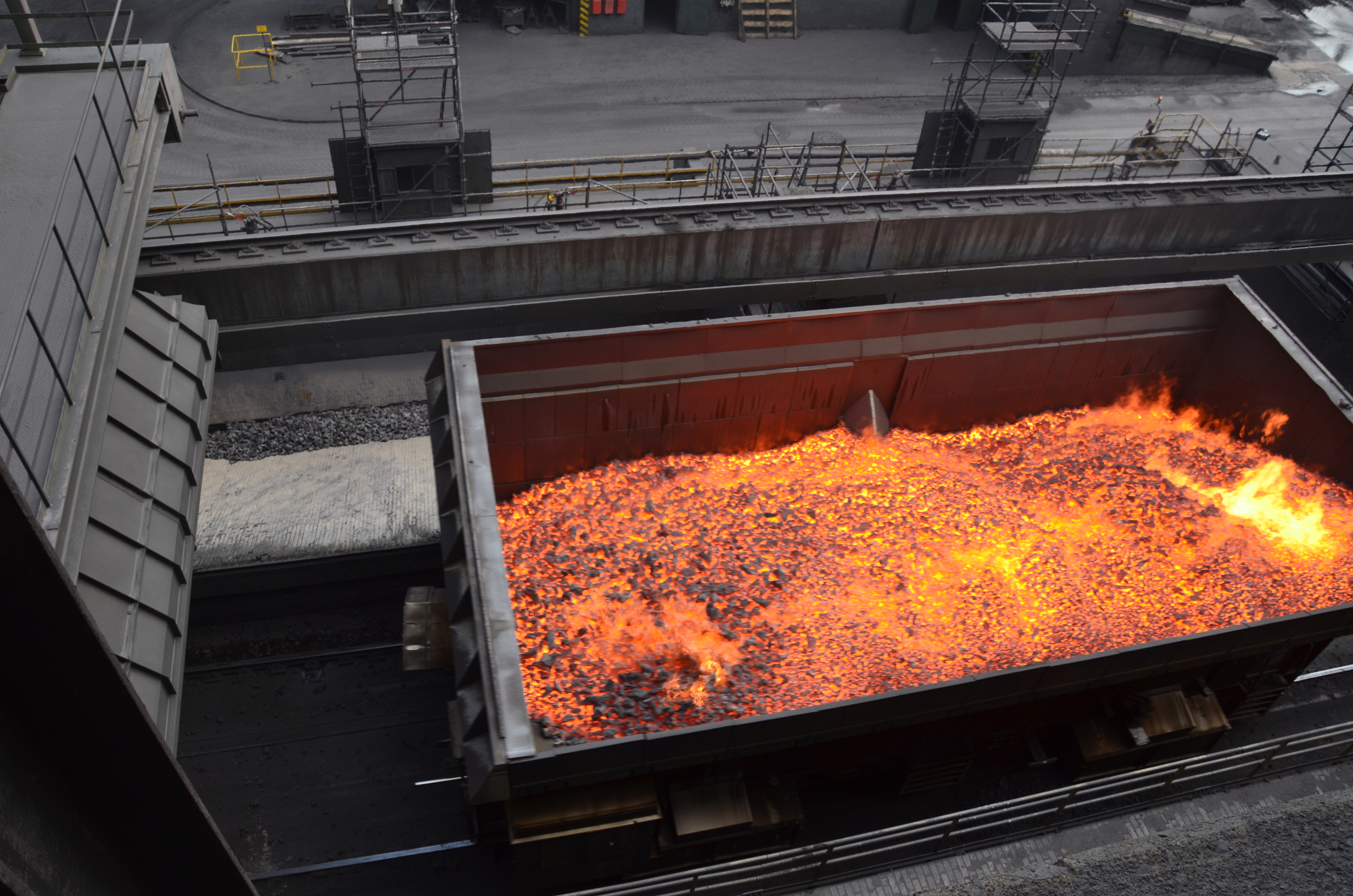
… mit dem glühenden Koks und …
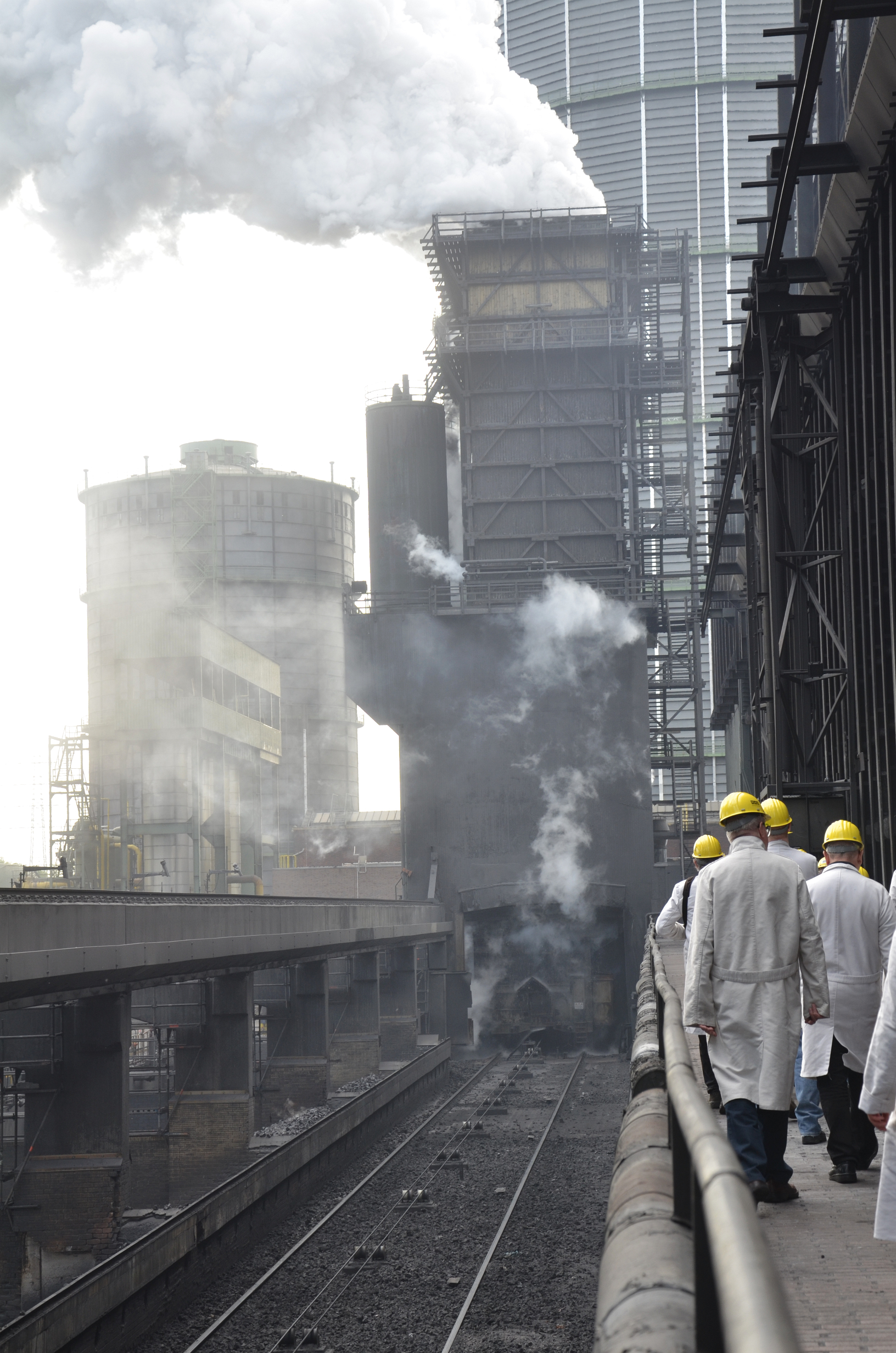
… Fahrt zum Löschturm
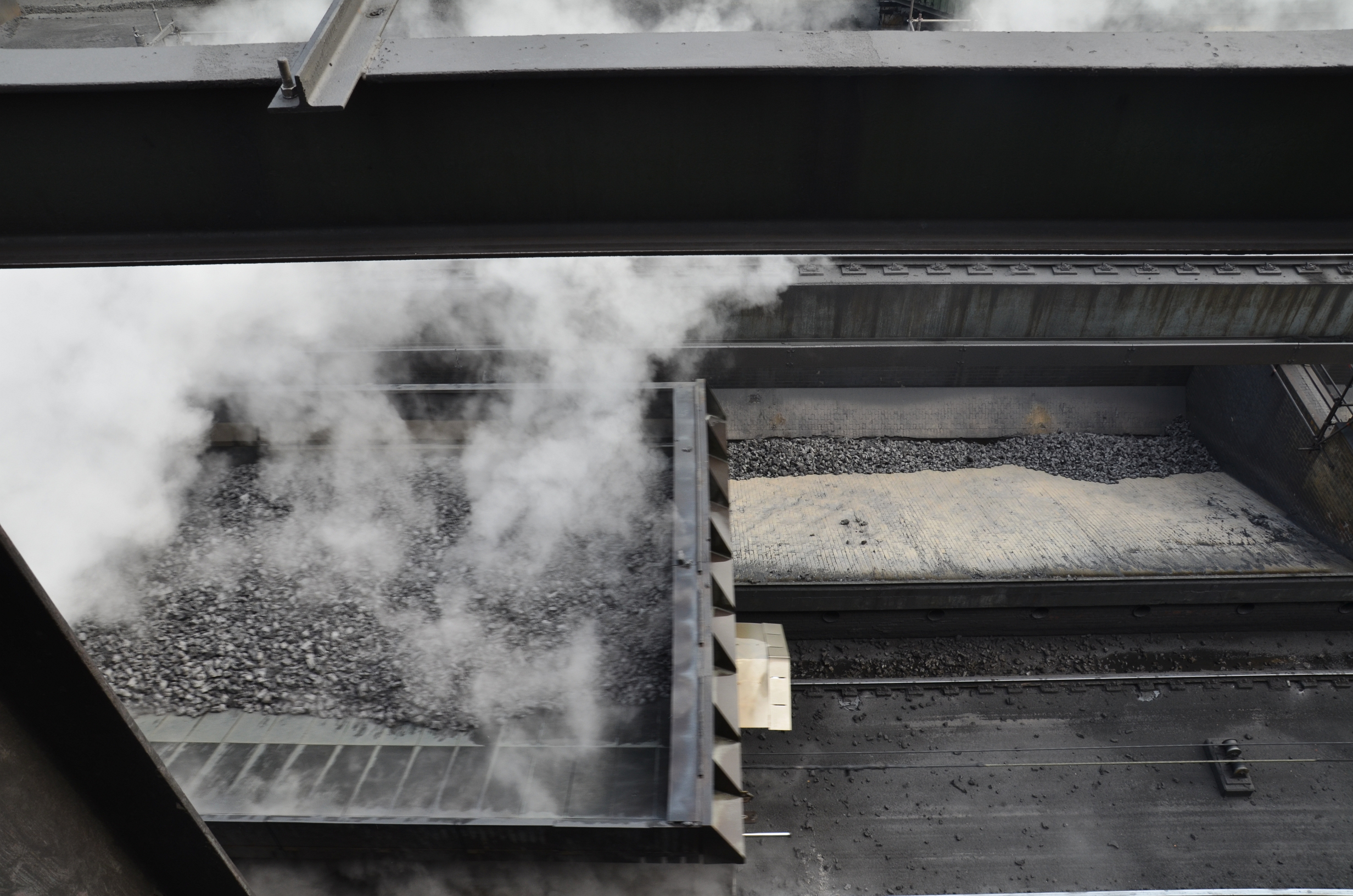
gelöschter Koks wird im Bunker zwischengelagert

## Gasproduktion und Nebenprodukte
Das in den Koksöfen produzierte Kokereigas wird mit Gassaugern aus den Öfen abgezogen. Die Gassauger sind Turbomaschinen, die noch aus der Errichtungszeit der Kokerei stammen. Die Reinigungsstufen sind vor den Gassaugern angeordnet, um sehr starke Ablagerungen auf Laufrädern und Gehäuse zu vermeiden. Das ungereinigte Kokereigas besteht neben Wasserstoff, Methan und Kohlenmonoxid noch aus einer sehr großen Anzahl organischer und anorganischer Verbindungen, die vermarktet werden.
Der erste Schritt der Gasaufbereitung ist die Gaskühlung, die die Gastemperatur auf 80 °C herabsetzt. Es fällt hier im Wesentlichen der Teer aus, der bei höheren Temperaturen noch förderfähig ist. Die weiteren Teerbestandteile werden an Elektrofiltern ausgeschieden. Der aus dem Gas gewonnene Teer wird Lagerbehältern zugeleitet.
Es folgt der H2S-Wäscher; mittels einer wässrigen Waschlösung wird der Schwefelwasserstoff zu Schwefliger Säure umgesetzt. In der Entsäuerungsanlage wird Schwefelsäure gewonnen und anschließend den Lagerbehältern zugeleitet.
Es folgen die vorgenannten Gassauger; anschließend wird das Gas noch im Ammoniakwäscher weiter gereinigt. Aus dem Ammoniakwasser wird Ammoniumsulfat gewonnen, das als Dünger eingesetzt wird.
Das bei der Verkokung anfallende Kokereigas wird zu 40 % für die Beheizung der Koksöfen und ein kleinerer Anteil zur Erzeugung von Prozessdampf in dem Kesselhaus genutzt. Früher erfolgte eine Zwischenspeicherung des teilgereinigten Gases in dem kleineren Klönne-Scheiben-Gasbehälter, der ein Volumen von 10.000 m³ aufweist. Dieser Behälter ist inzwischen außer Betrieb.
Das Überschussgas wird auf ca. 10 bar verdichtet. Früher erfolgte die Verdichtung mit Turboverdichtern; diese sind in den 1990er Jahren durch zweistufige Schraubenverdichter ersetzt worden. Das verdichtete Gas wird zuerst gekühlt. Anschließend wird in den Feinreinigern der Schwefel, der als H2S und SO2 vorliegt, an Raseneisenerz abgebunden. Das Gas wird dann durch die Hochdruckbenzolwäscher geleitet und das Benzol vom Waschöl absorbiert. Im letzten Schritt erfolgt die Gastrocknung an einem Kältetrockner. Es wird eine NH3-Kälteanlage für die Kühlung des Gases verwendet.
Das gereinigte Kokereigas kann in dem MAN-Scheibengasbehälter, der ein Volumen von 250.000 m³ hat, zwischengespeichert werden. Die Vermarktung des Gases erfolgt über die E.ON-Ruhrgas AG.

## Kritik
Anwohner beschweren sich seit Jahren über Belästigungen durch Emissionen, die durch die Kokerei freigesetzt werden. Sie drohten im Mai 2020 mit einer Sammelklage. Denn seit 2015 liegt der Ausstoß von Benzo(a)pyren (BaP) jedes Jahr über dem gesetzlich vorgegebenen Zielwert. Der Zielwert für BaP-Immissionen ist in der 39. Verordnung zur Durchführung des Bundes-Immissionsschutzgesetz (BImSchV) festgelegt. Für Benzo[a]pyren gilt ein Zielwert von 1 ng/m³ (Nanogramm pro Kubikmeter Luft) als Jahresmittelwert. Die Werte werden an der Messstation des Landesumweltamt NRW gemessen. Als Ende 2019 absehbar war, dass der Jahresmittelwert erneut deutlich über dem Zielwert liegen würde, hat die Bezirksregierung Münster im Dezember 2019 eine Ordnungsverfügung erlassen, in der zusätzliche und weiter konkretisierte Maßnahmen festgeschrieben wurden. Durch die Bezirksregierung wird die Umsetzung der Ordnungsverfügung regelmäßig kontrolliert.
Am 13. März 2020 verurteilte die 19. Zivilkammer des Landgericht Essen den Betreiber ArcelorMittal als Beklagte, es zu unterlassen, dem Grundstück der Kläger „koks- oder kohlehaltige Partikel in ein- oder mehrfacher Sandkorngröße zuzuführen“ sowie geeignete Maßnahmen zu ergreifen, durch die verhindert wird, dass durch die von ihr betriebene Kokerei nebst Nebenanlagen derartige Emissionen zugeführt werden. Andernfalls droht dem Betreiber ein Ordnungsgeld in Höhe von 250.000 Euro.